# 미국 국가안전보장회의
미국 NSC는 트루먼 행정부 시절에, 1947년 NSC 설치법(National Security Act of 1947)에 따라 설립되었다. 1949년에 개정이 되었고, 그 해에 대통령집무실 소속으로 변경되었다. National Security Act를 번역하면 국가보안법이다.
한국 NSC가 1987년 헌법에 규정된 것과는 달리, 미국은 법률로 설치되었다. 미국 NSC는 백악관 지하벙커를 관리하며, 한국 NSC는 청와대 지하벙커를 관리한다.

## 역사
1947년 9월 18일 미국이 2차 대전 종전 후 해리 트루먼 대통령이 소련과 맞대결을 벌인 냉전의 상설 지휘부로 국가안보회의(NSC)를 창설했다.
NSC는 최고사령관인 대통령을 위해 국제전략과 전쟁계획(War plan), 군사옵션을 준비하지만 11월 7일 도널드 트럼프 대통령의 방한일정과 메시지 작성도 NSC의 일이다. 제8대 키신저 NSC 보좌관 땐 42~45명에 불과했던 NSC가 현재 400명 안팎의 매머드 조직으로 성장했다.
제26대 H. R. 맥매스터 국가 안보 보좌관(현역 육군 중장)은 "160~170여 명이 대외정책과 전략을 개발하고, 나머지 인력은 24시간 교대로 백악관 통합상황실 운영과 정보통신, 대통령의 해외 방문과 정상회담을 준비한다"고 설명했다.

## 조직

1986년 리비아 폭격에 대해 레이건 대통령이 NSC에서 브리핑을 받고 있다.

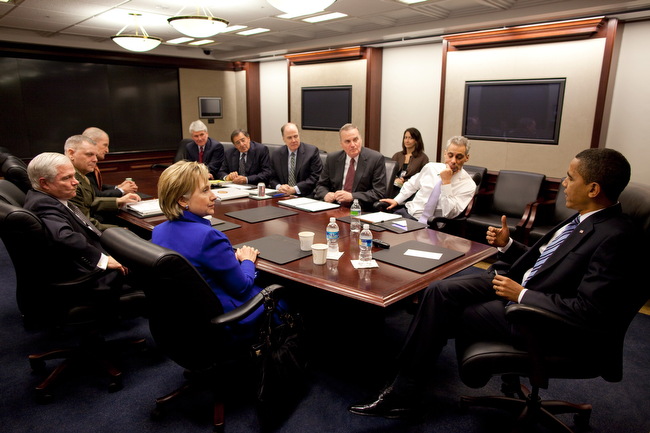
오바마 대통령이 NSC 미팅을 하고 있다. 참석자는 힐러리 국무장관, 게이츠 국방장관, 합참부의장, 국가정보국장, 백악관 보좌관, 중앙정보국장, NSC 고문, 합참의장 등이다.

| 미합중국 국가안전보장회의 구성원 | 미합중국 국가안전보장회의 구성원                                                               |
| -------------------------------- | ---------------------------------------------------------------------------------------------- |
| 의장                             | 대통령                                                                                         |
| 필수 참가자                      | 부통령 국무부장관 국방부장관 에너지부장관                                                      |
| 군사보좌관                       | 합동참모의장                                                                                   |
| 정보보좌관                       | 국가정보총장                                                                                   |
| 약물정책보좌관                   | 마약정책국장                                                                                   |
| 정규 참가자                      | 대통령 비서실장 국가안보 보좌관 국가안보 부보좌관 법무부장관                                   |
| 비정규 참가자                    | 재무부장관 국토안보부장관 백악관 법률고문 경제정책 보좌관 UN 대사 관리예산처장 국토안보 보좌관 |

## 같이 보기
- 이란-콘트라 사건
- 미국 국가안보보좌관
- 트럼프-우크라이나 스캔들
- 미국 국토안보위원회